# The Shivah
The Shivah – komputerowa gra przygodowa typu wskaż i kliknij w stylistyce retro pixel art i komputerów 16-bitowych, stworzona przez Dave’a Gilberta i Wadjet Eye Games. Wydana została najpierw w 2006 roku, a potem w nowej oprawie graficznej i muzycznej w 2013 roku jako The Shivah: Kosher Edition.
Gra powstała w wyniku udziału Gilberta w piątym corocznym konkursie „Monthly Adventure Game Studio”, podczas którego uczestnicy muszą stworzyć grę w ciągu miesiąca. Po wygranej Gilbert postanowił ulepszyć grę i ją wydać.
Tytuł gry nawiązuje do judaizmu. Sziwa (hebr. ‏שִׁבְעָה‎, pol. siedem) to okres siedmiodniowej żałoby, rozpoczynającej się zaraz po pogrzebie.

## Fabuła
Gracz wciela się w postać rabina Russella Stone’a, który stoi na czele nowojorskiej synagogi B’nai Ben-Zion. W momencie, w którym rozpoczyna się gra, rabin przeżywa kryzys wiary. Przekłada się to na jego pracę i spadającą frekwencję na nabożeństwach. Sytuacja ta odbija się na finansach podległej Stone’owi gminy żydowskiej. Zmusza to rabina do odwoływania nabożeństw, a on sam staje się cyniczny i zgorzkniały. Pewnego dnia Stone’a odwiedza detektyw, który informuje go o dwóch rzeczach. Po pierwsze, zamordowano Jacka Laudera, który był w przeszłości członkiem gminy, jednak opuścił ją w niemiłych okolicznościach. Po drugie, mimo animozji, Lauder pozostawił Stone’owi spadek. Tym samym rabin znajduje się w kręgu podejrzanych. Rabin uznaje, że jest to dziwna sytuacja, a sam nie zasłużył na taki los. Postanawia wyjaśnić okoliczności śmierci Laudera i znaleźć osoby winne tego przestępstwa.
Fabuła gry powiązała filozoficzne rozważania na temat religii, sprawiedliwości, moralności z próbą rozwiązania zagadki morderstwa.

## Rozgrywka
Cała rozgrywka oparta jest na eksplorowaniu obszarów, dialogach z postaciami i rozwiązywaniu zagadek. Do interakcji, przemieszczania się i używania przedmiotów niezbędna jest mysz, niektóre czynności będą wymagały użycia klawiatury.
W górnej części ekranu gry znajduje się schowek bohatera, który pojawia się po najechaniu kursorem w tę część ekranu. Na pasku schowka znajduje się także przycisk menu opcji, a także lista wskazówek.
W grze pojawia się ograniczony system łączenia wskazówek (zdobywanych poprzez interakcje lub używanie komputera) nawiązujący do serii gier Blackwell. Ponadto gracz będzie mógł przeprowadzać słowne i siłowe pojedynki z innymi postaciami, w stylu znanym z serii Monkey Island. Ponadto, prowadząc dialogi, gracz musi wybrać ton odpowiedzi udzielonej przez rabina, a nie konkretne kwestie. Jedna z form odpowiedzi ma charakter „rabiniczny” i jest odpowiedzią pytaniem na pytanie.
Kosher Edition charakteryzuje się ulepszoną grafiką i interfejsem, dzięki stonowanym kolorom. Dodano też portrety mówiących postaci i oprawę muzyczną, która jest bardziej melancholijna w stosunku do pierwszej wersji.
Gra zawiera cztery zakończenia.
Czas w grze na rozwiązanie zagadek to trzy dni. Z kolei na ukończenie całej gry potrzeba około 30 minut.

## Odbiór gry
Portal Adventure Zone uznał, że The Shivah: Kosher Edition jest udanym wznowieniem pod względem graficznym i muzycznym. Ponadto, bardzo dobrze połączono wątki kryminalny, religijny i filozoficzny. Pomimo to, gra jest zbyt krótka i słabo rozbudowana. Przygodoskop również uznał za minus krótkość rozgrywki i słabe jej rozbudowanie. Pozytywnie oceniono dźwięki, głosy i grafikę. Przygodomania również doceniła oprawę graficzną i muzyczną. Na plus uznano także fabułę i nieskomplikowany język angielski. Negatywnie oceniono długość rozgrywki i małe skomplikowanie zagadek. Portal Adventure Gamers docenił fakt, iż Kosher Edition pozostała w stylu retro gier przygodowych. Pozytywnie odniesiono się do sterowania, muzyki i dźwięków, fabuły, ceny gry, dialogów. Za minus uznano niską rozdzielczość i krótką rozgrywkę.